# Valle Simpson

Valle Simpson es una localidad ubicada en la comuna de Coyhaique, en la región de Aysén (Chile), en la zona austral de Chile. Está ubicada a 20 kilómetros al sur de la ciudad de Coyhaique. Toma su nombre por ser una zona de extensas llanuras, lagos y montañas y por ser contigua al Río Simpson.

## Historia
El Valle Simpson, ubicado en la Patagonia chilena, fue escenario de un complejo conflicto de tierras a principios del siglo XX, marcado por la interacción entre la Sociedad Industrial del Aisen, el gobierno chileno y los pobladores locales.
En 1904, la Sociedad Industrial del Aisen recibió un permiso de ocupación de tierras. 
Mientras el Estado otorgaba dichas concesiones de terrenos a las compañías colonizadoras o a particulares, comenzaban a llegar a la región pobladores espontáneos, que eran chilenos que regresaban de Argentina en busca de tierras fiscales o "campos sin dueños" donde establecerse. La mayor parte de estos chilenos había emigrado a la Argentina en las últimas décadas del siglo XIX debido a los factores originados en la aplicación de medidas legislativas y en la definición de la frontera chileno-argentina. Este primer núcleo de pobladores se distribuyeron los terrenos de acuerdo a sus capacidades personales y número de animales, no tenían más títulos que el hecho de haber llegado primero a posesionarse de los terrenos. Iniciaron la explotación de la región sobre la base de la crianza de ganado lanar y vacuno, para lo cual se presentan prolíferas condiciones. Una vez distribuidos, levantaron sus viviendas y establecieron sus familias.
El decreto N° 1.170 del 18 de junio de 1914, emitido por el Ministerio de Colonización, caducó la concesión de la Sociedad Ganadera de los Tres Valles, lo que significó que los colonos del Valle Simpson quedaron legalmente asentados en tierras fiscales. Sin embargo, la Sociedad Industrial de Aysén solicitó al gobierno modificar los límites de su concesión para incorporar el Valle Simpson, ofreciendo a cambio la devolución de la zona de Mañihuales.
Esta permuta, aunque no aumentaba la extensión territorial de la Sociedad, le permitía acceder a mejores terrenos para la invernada y consolidar sus propiedades. La solicitud generó tensión en el valle, ya que los pobladores, que habían solicitado acogerse a la Ley de Colonización de 1896, se negaban a ceder.  A pesar de las advertencias de la Sociedad, que incluso introdujo animales en el valle para presionarlos, los pobladores se mantuvieron firmes. Finalmente, en noviembre de 1914, el Ministerio de Colonización autorizó a la Sociedad Industrial de Aysén a ocupar el Valle Simpson, lo que intensificó la presión sobre los pobladores.
En 1919, la Sociedad solicitó la restitución de terrenos previamente permutados, argumentando la ocupación de estos por numerosos pobladores. El gobierno accedió mediante el Decreto N.° 597, pero esta decisión no resolvió el problema, ya que los pobladores de la parte norte del valle Simpson se negaron a abandonar sus tierras. 
La situación se complicó aún más con la llegada de Manuel A. Blanco C. en junio de 1919. Blanco, oriundo de Chimbarongo, se vinculó con los pobladores y, aprovechando su inquietud ante la posibilidad de un desalojo, se erigió como su representante.  En diciembre de 1919, Blanco presentó una solicitud al gobierno en nombre de los pobladores, pidiendo el reconocimiento del dominio de las tierras y tarifas justas en el servicio de balsadero operado por la Sociedad Industrial del Aisen. Finalmente, el Gobierno reconoció a los pobladores el derecho a ocupar las tierras y tomó un rol más activo en la colonización del lugar.

## Educación

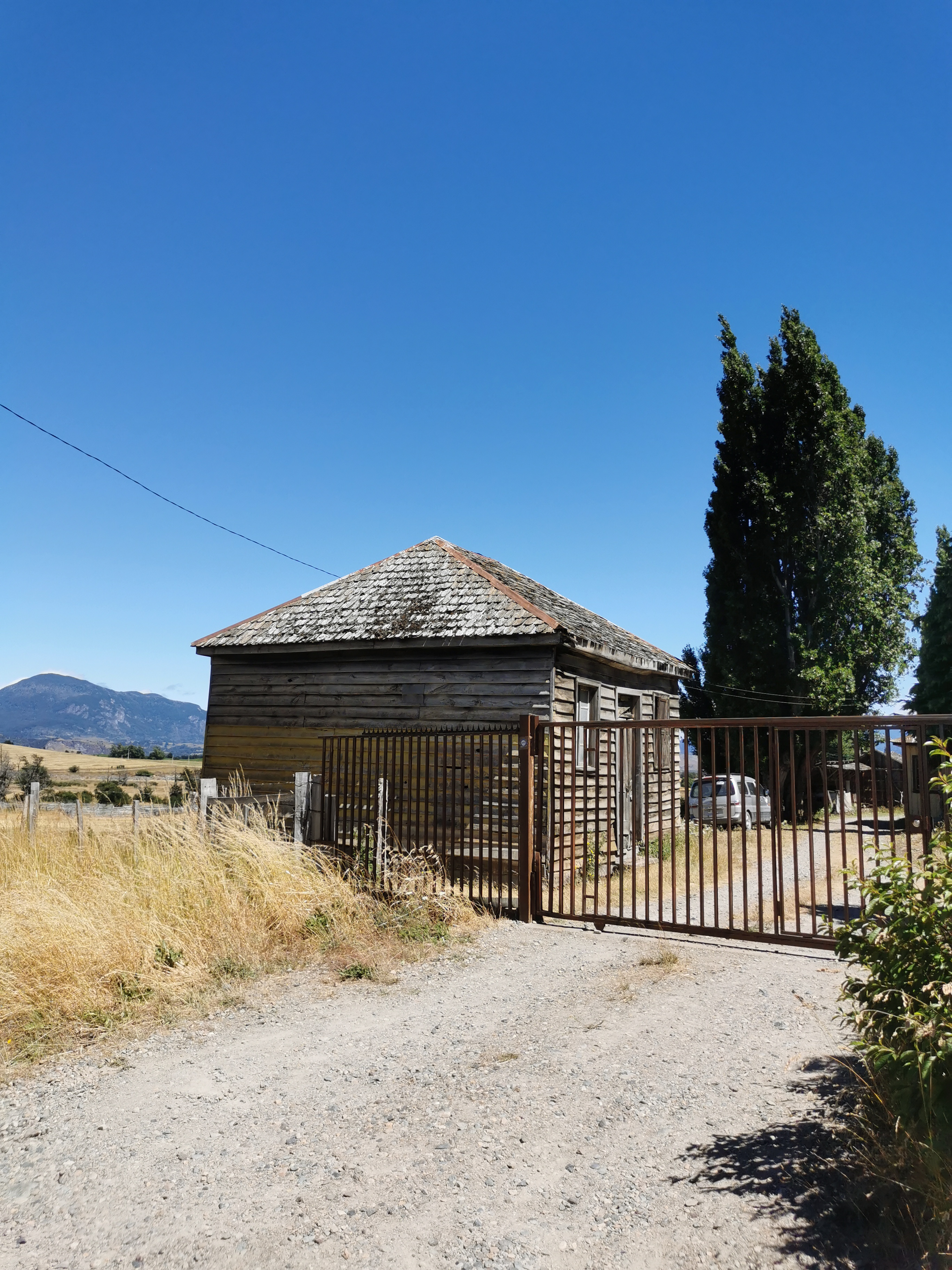
El primer edificio de la escuela del Valle Simpson.

La institución educacional más importante de la localidad es la Escuela Rural de Valle Simpson, de dependencia municipal, fundada en 29 de abril de 1929.
La escuela comienza a funcionar en casa de un antiguo poblador del sector, siendo su primera directora la Señorita Emilia Jaña, siendo posteriormente fundada en la fecha ya indicada en un terreno de 4,5 hectáreas, que había pertenecido al señor Antonio Millar, donde actualmente sigue funcionando la escuela. 
En el año 1966 se inauguró el primer internado que solucionaría, en gran parte, el problema de traslado y distancia, que impedía el acceso de muchos niños de aquel entonces a la educación formal.
En 1980 se construyó la actual escuela, creada bajo el Plan de Escuela de Concentración Fronteriza, que pretendía preparar a los alumnos hasta 8º año, para que pudieran enfrentar de mejor forma la vida del trabajo, ya que históricamente, gran cantidad de alumnos no continuaban sus estudios en la Educación Media.
Desde el año 1997 funciona con Jornada Escolar Completa Diurna de 1º a 8º año básico, impartiendo enseñanza de acuerdo a la actual reforma educacional contando con todo los recursos elementales que se requieren para innovar de acuerdo a las exigencias actuales.
Cuenta con niveles de Enseñanza Básicos hasta octavo año y Pre-Básicos, y desde el año 2024 se imparte la enseñanza media escolar.